# Borkel en Schaft

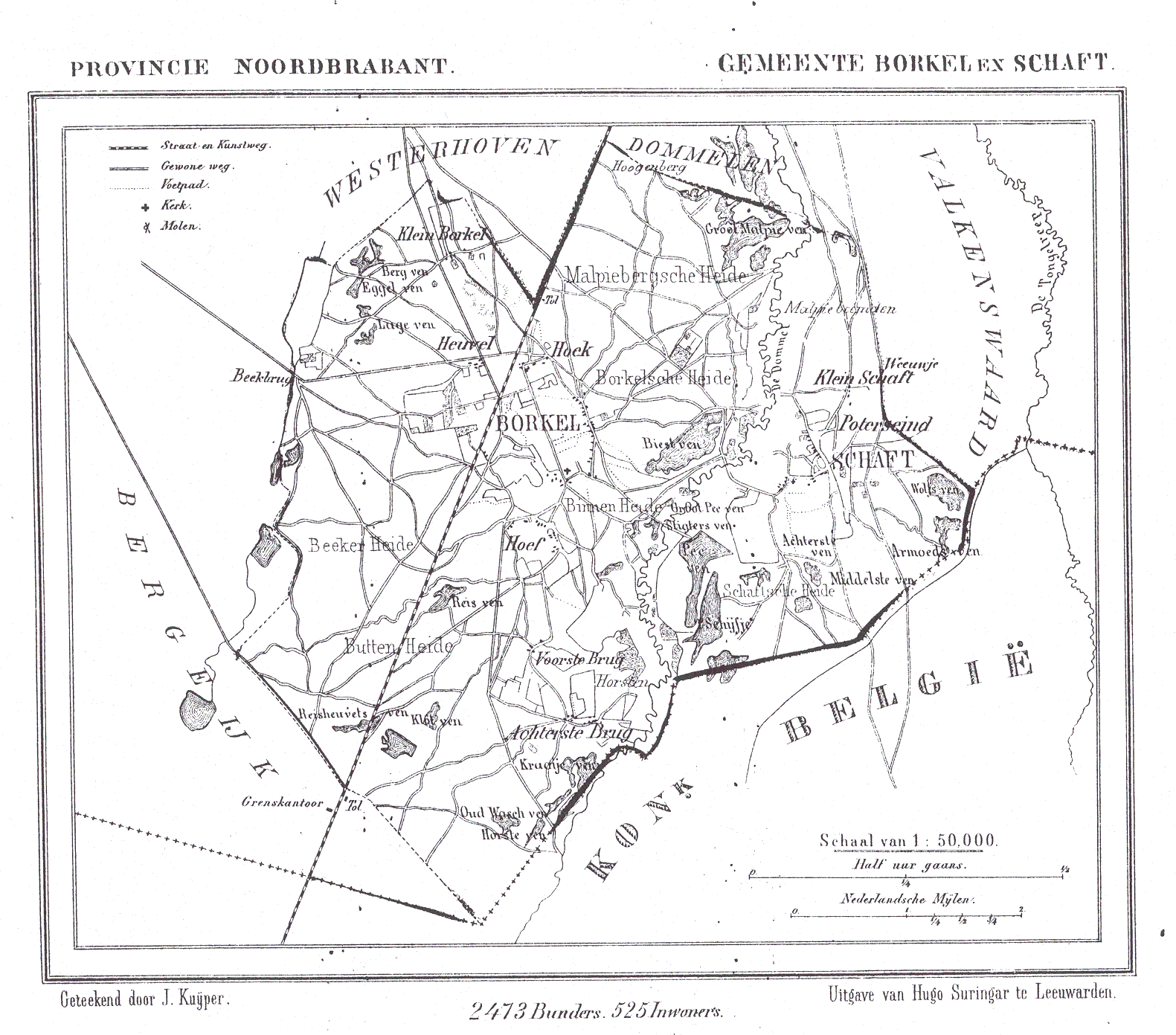
Carte de Borkel en Schaft en 1867

Borkel en Schaft est un village néerlandais de la commune de Valkenswaard et une ancienne commune du Brabant-Septentrional.

## Géographie
Borkel en Schaft est située dans le sud-est de la province du Brabant-Septentrional, au sud de Valkenswaard et d'Eindhoven, le long de la frontière belgo-néerlandaise. Du fait de sa situation proche de la frontière, et à l'écart de tout axe principal de communication, Borkel en Schaft a toujours connu un isolement relatif. Les deux villages sont séparés par le Dommel ; Borkel se situe à l'ouest, sur la rive gauche, Schaft à l'est, sur la rive droite. 
Le noyau de la vie du village est situé à Borkel, où se trouvent l'église, l'école et quelques commerces. Borkel possède également un moulin à vent sur une butte, Sint Anthonius Abt. 

## Histoire
La commune de Borkel en Schaft a été créée en 1810 par démembrement de la commune de Bergeijk dans le premier Empire français, département des Bouches-du-Rhin. Elle était composée des deux villages de Borkel et de Schaft, de deux localités plus petites Voorste Brug et Achterste Brug, ainsi que d'un certain nombre de hameaux et de maisons isolées. En 1934, la commune a été annexée par celle de Valkenswaard, dont elle fait aujourd'hui partie. Depuis cette année, les deux villages sont le plus souvent considérés comme un seul, et ils forment un seul sous-ensemble administratif, avec leurs hameaux et lieux-dits.
De 1921 à 1939, Borkel en Schaft a eu une halte sur la ligne de chemin de fer reliant Eindhoven à Neerpelt et Hasselt.

## Habitants
Le 1er janvier 2007, Borkel en Schaft comptait 1 109 habitants, répartis ainsi :
- Borkel : 575 habitants ;
- Schaft : 166 habitants ;
- Klein Borkel, Voorste Brug, Achterste Brug : 213 habitants ;
- Malpiebergse Heide, Opperheide : 155 habitants.